# Žužnje
Žužnje (makedonsky: Жужње, albánsky: Zhuzhnjë) je vesnice v Severní Makedonii. Nachází se v opštině Mavrovo a Rostuša v Položském regionu. 
Podle sčítání lidu z roku 2002 žije ve vesnici pouze 8 obyvatel, všichni albánské národnosti. 